# Cantó de Pradèlas
El cantó de Pradèlas és un cantó francès del departament de l'Alt Loira, situat al districte de Lo Puèi de Velai. Té 11 municipis i el cap és Pradèlas.

## Municipis
- Arlempdes
- Barges
- Lafarre
- Landos
- Pradèlas
- Rauret
- Saint-Arcons-de-Barges
- Saint-Étienne-du-Vigan
- Saint-Haon
- Saint-Paul-de-Tartas
- Vielprat

## Història
| Data d'elecció                           | Identitat          | Partit                    | Qualitat |
| ---------------------------------------- | ------------------ | ------------------------- | -------- |
| 1961-1967                                | M. Hilaire         | Divers droite             |          |
| 1967-1973                                | M. Allary          | RI                        |          |
| 1973-1979                                | M. Achard          | Divers droite, després PS |          |
| 1979-1998                                | Jean Allègre       | UDF                       |          |
| 1998-2004                                | Guy Hilaire        | Divers gauche             |          |
| 2004-2011                                | Marc Liabeuf       | Divers droite             |          |
| 2011-                                    | Jean-Louis Reynaud | Divers droite             |          |
| les dades anteriors no són pas conegudes |                    |                           |          |
|                                          |                    |                           |          |